# Parapat Sibisa Airport
Parapat Sibisa Airport är en flygplats i Indonesien.   Den ligger i provinsen Sumatera Utara, i den västra delen av landet, 1 300 km nordväst om huvudstaden Jakarta. Parapat Sibisa Airport ligger 1 289 meter över havet.
Terrängen runt Parapat Sibisa Airport är huvudsakligen kuperad, men den allra närmaste omgivningen är platt.Runt Parapat Sibisa Airport är det ganska tätbefolkat, med 70 invånare per kvadratkilometer. Omgivningarna runt Parapat Sibisa Airport är en mosaik av jordbruksmark och naturlig växtlighet.